# Francisco Dova
Francisco Dova, född 1903, var en argentinsk friidrottare. Han deltog vid olympiska sommarspelen 1924.